# Lufu, Kina
Lufu (kinesiska: 鹿阜) är en häradshuvudort i Kina. Den ligger i provinsen Yunnan, i den sydvästra delen av landet, omkring 68 kilometer sydost om provinshuvudstaden Kunming. Antalet invånare är 246 218. Befolkningen består av 119 081 kvinnor och 127 137 män. Barn under 15 år utgör 20,0 %, vuxna 15-64 år 71 %, och äldre över 65 år 8,0 %.
Runt Lufu är det ganska tätbefolkat, med 166 invånare per kvadratkilometer. Lufu är det största samhället i trakten. Trakten runt Lufu består i huvudsak av gräsmarker.
Genomsnittlig årsnederbörd är 1 007 millimeter. Den regnigaste månaden är juni, med i genomsnitt 216 mm nederbörd, och den torraste är januari, med 12 mm nederbörd.